# يواكيم دينيس
يواكيم دينيس هو لاعب كرة قدم برتغالي في مركز الهجوم، ولد في 1 ديسمبر 1947 في لواندا في أنغولا. شارك مع منتخب البرتغال لكرة القدم. أما مع النوادي، فقد لعب مع أونياو ليريا وبترو إتليتيكو وسبورتينغ لشبونة ونادي بورتو.

## وصلات خارجية
- يواكيم دينيس على موقع قاعدة بيانات كرة القدم.إي يو (الإنجليزية)
- يواكيم دينيس على موقع ناشيونال فوتبول تيمز (الإنجليزية)